# جدجد مدرع
جدجد مدرع (الاسم العلمي: Gryllus armatus) هو نوع من الحشرات يتبع جنس الجدجد من فصيلة الجداجد الحقيقية.